# Luis Bardalez
Luis David Bardalez Tuisima (Pucallpa, 3 de octubre de 1995) es un levantador de pesas peruano

## Biografía
Natural de la ciudad de Pucallpa, es el tercero de cuatro hermanos, su padre es natural de Moyobamba, se dedicaba a la pesca; mientras que la mamá pucallpina tiene un negocio de venta de ropa. A la edad de 3 años se mudó a Moyobamba, donde su padre llega para trabajar como guardián del coliseo cerrado del IPD, en cuyo recinto además vivía con su familia. A Luis David comenzó a gustarle inicialmente el basquetbol, pero le fue mejor en el levantamiento de pesas, y a los 11 años de edad es tomado en cuenta para la práctica de esta disciplina con Miguel Reynaldo Huancas como su entrenador en el mismo coliseo. 

## Participación internacional

### Juegos Panamericanos
- Lima 2019: 1 medalla de bronce. Obtuvo un puntaje total de 291 kilogramos (127 arranque, 164 en cargada y yerk).[2]